# EuroVelo 9
L’EuroVelo 9 (EV 9), également dénommée « route de l'ambre », est une véloroute EuroVelo faisant partie d’un programme d’aménagement de voie cyclable à l’échelle européenne. Longue de 1 930 km, elle relie Gdańsk en Pologne à Pula en Croatie. L’itinéraire traverse ainsi l'Europe centrale du nord au sud en passant successivement par six pays: Pologne, Tchéquie, Autriche, Slovénie, Italie et Croatie.

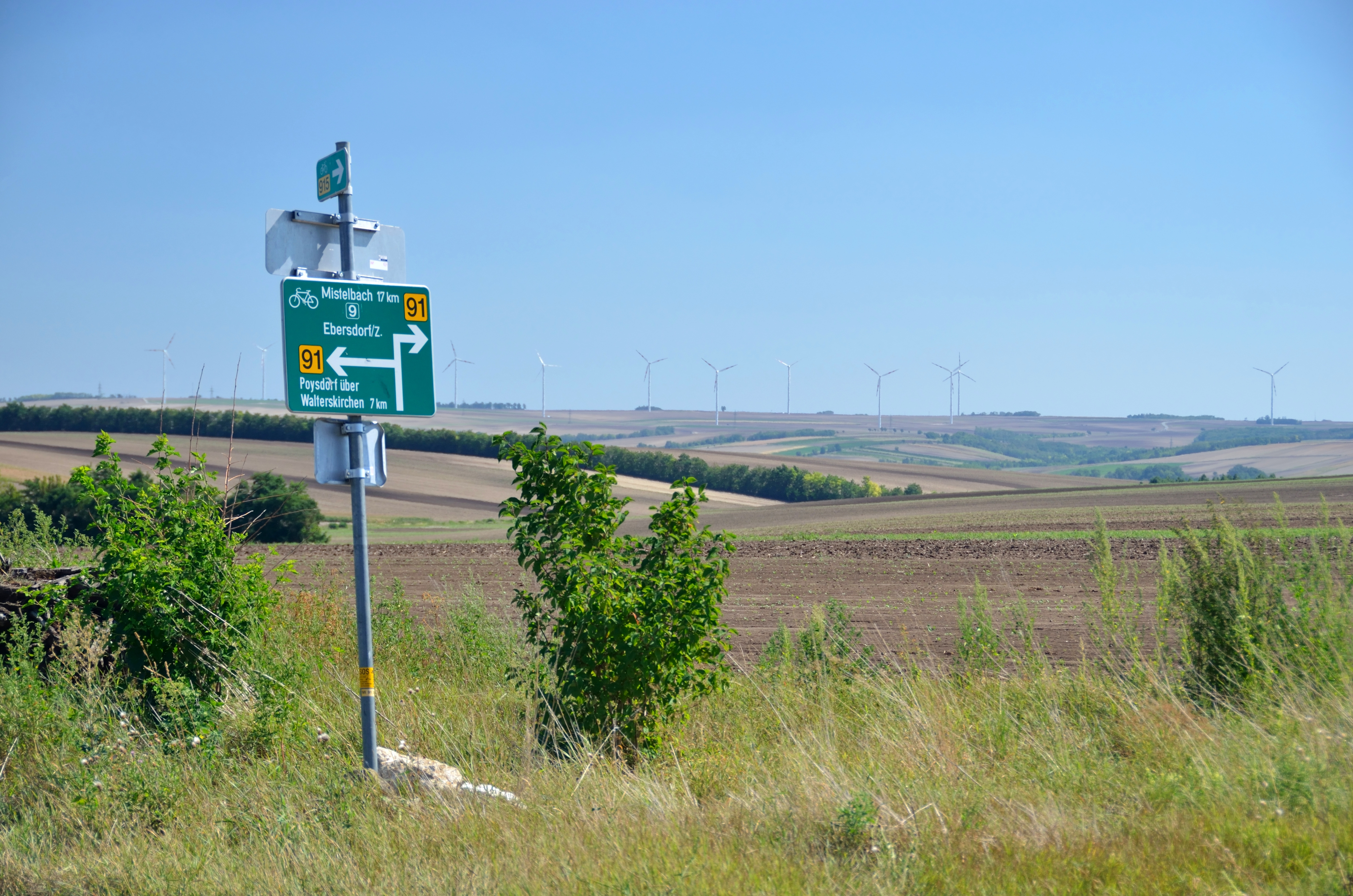
La EV9 (ici la route cyclable autrichienne 91) entre Mistelbach et Poysdorf en Basse-Autriche, Autriche
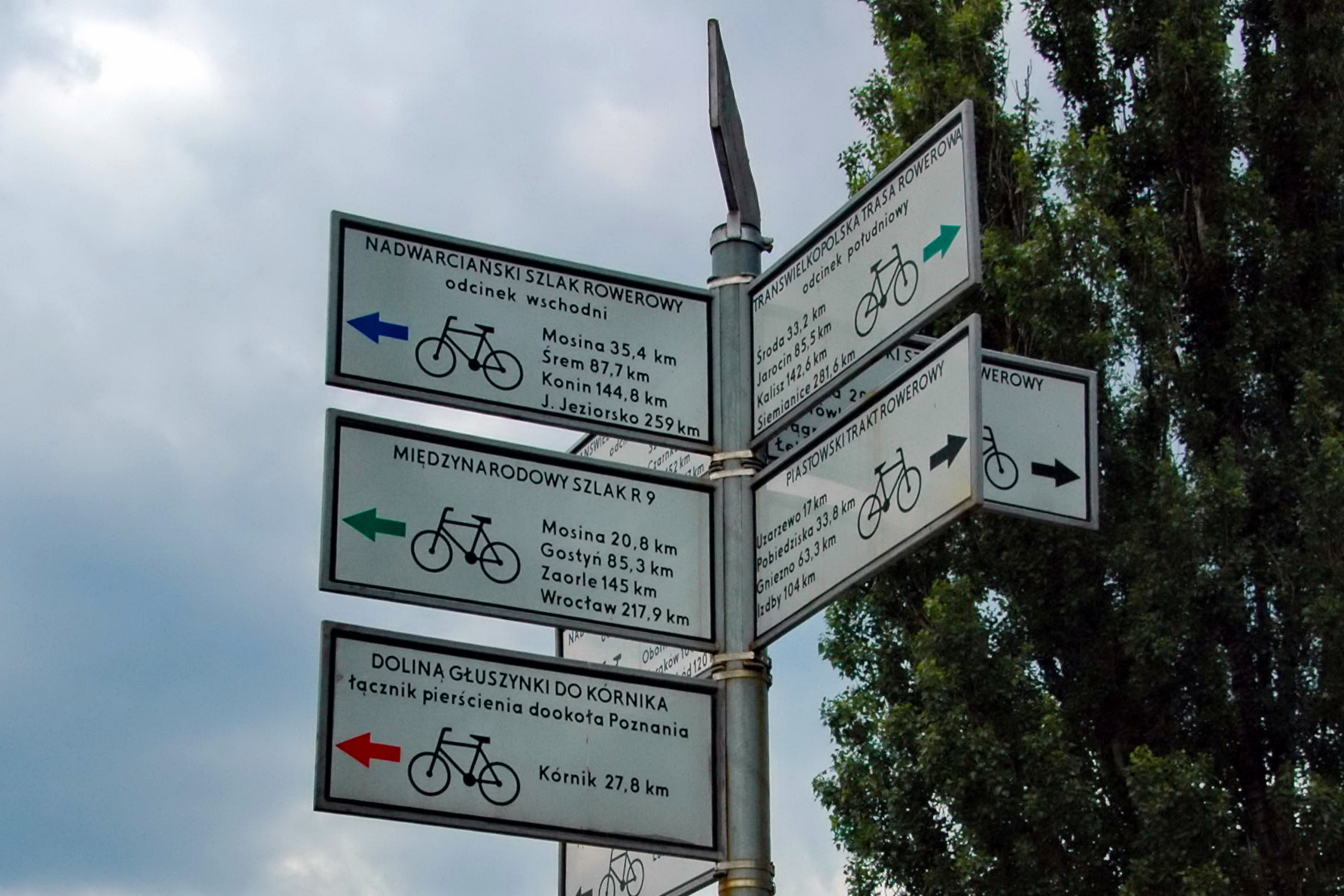
Le EV9 (R9) parmi les panneaux de signalisation des itinéraires cyclables au lac Malta à Poznań, en Pologne
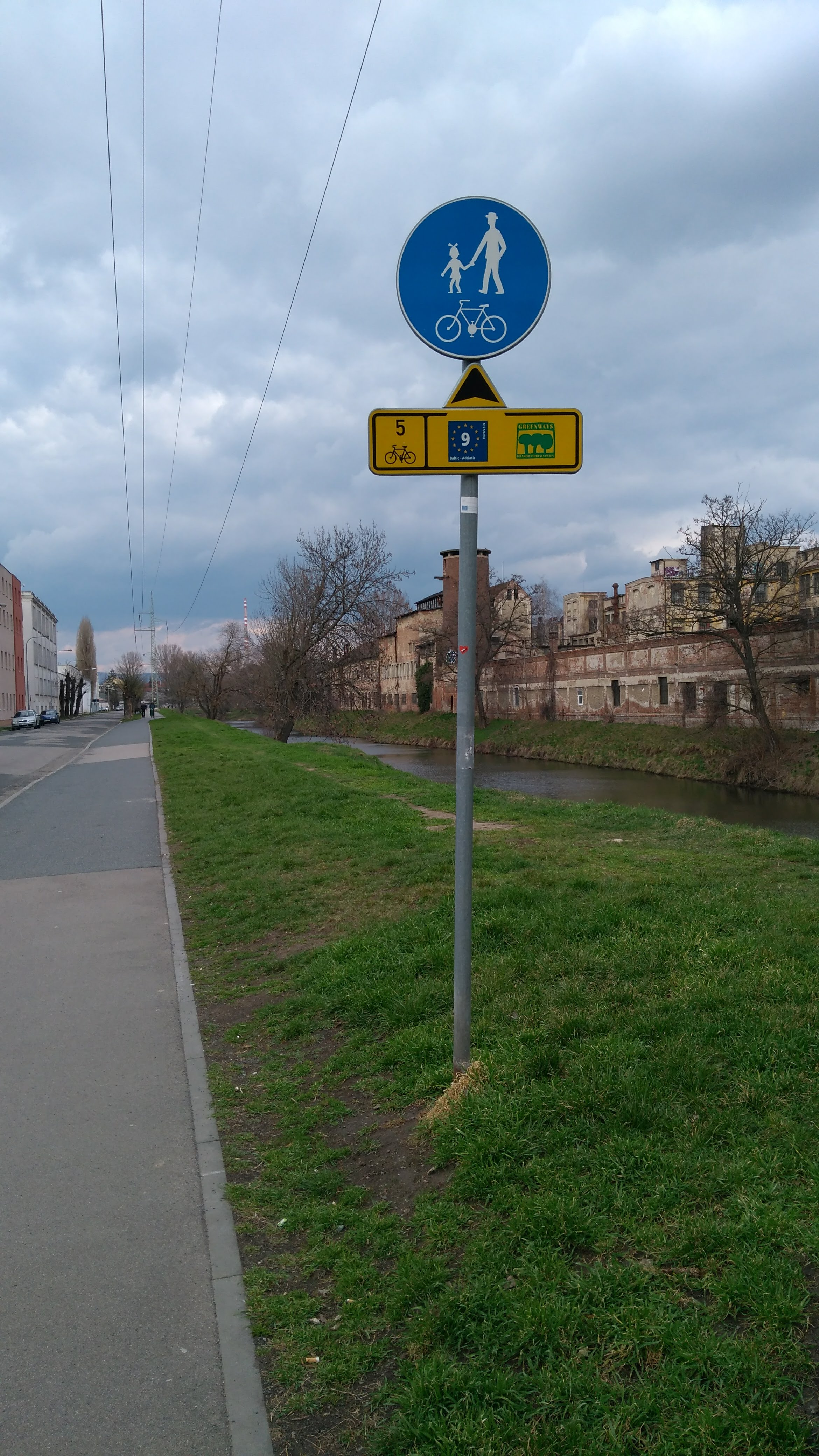
EV9 à travers la ville de Brno, Moravie du Sud, Tchéquie
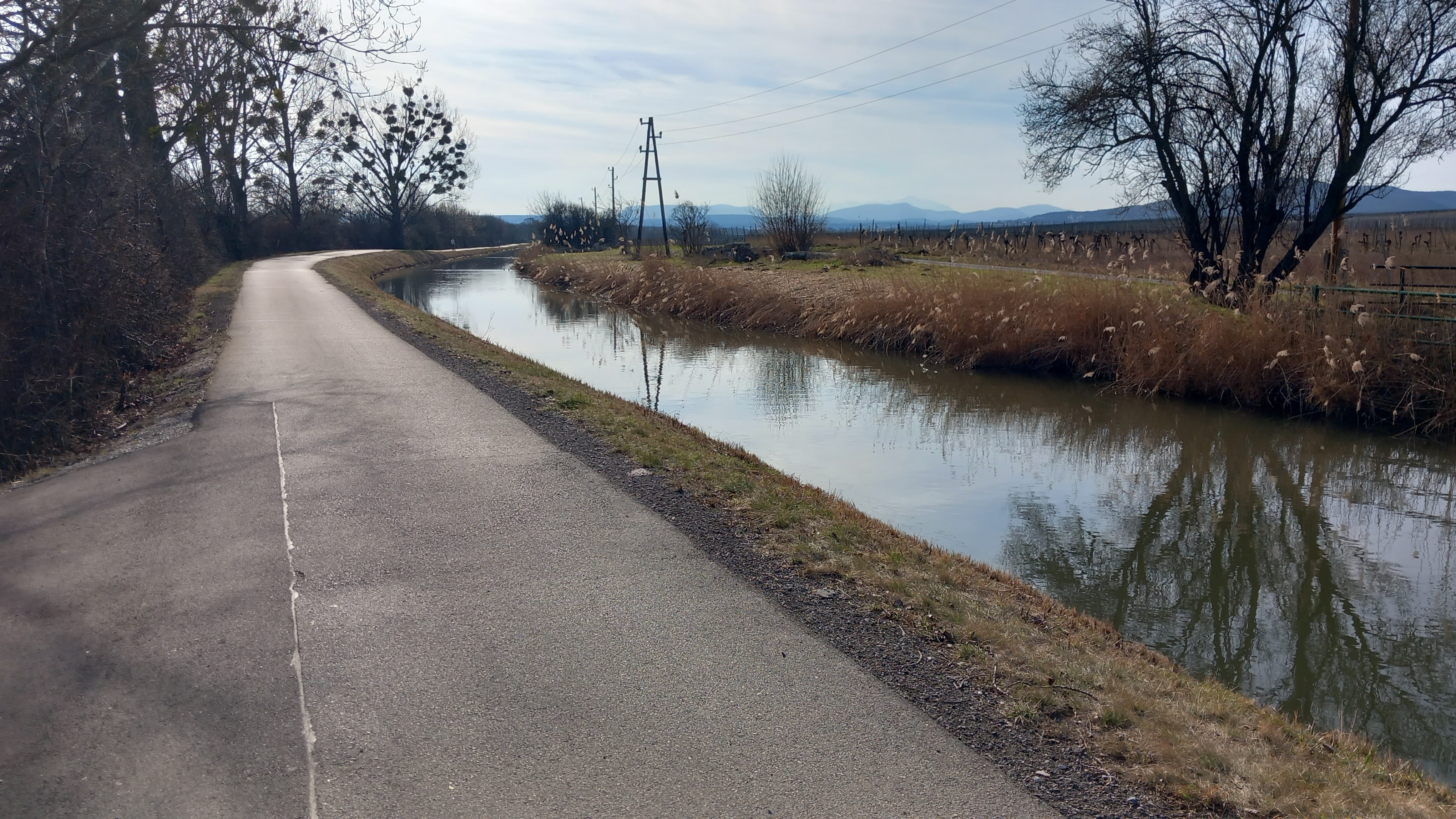
EV9 comme Thermenradweg (piste cyclable des thermes) le long du canal de Wiener Neustadt près de Baden, Basse-Autriche, Autriche.